# Matrice échelonnée
En algèbre linéaire, une matrice est dite échelonnée en lignes si le nombre de zéros précédant la première valeur non nulle d'une ligne augmente strictement ligne par ligne jusqu'à ce qu'il ne reste éventuellement plus que des zéros. 
C'est une notion fondamentale en algèbre linéaire, rendant par exemple élémentaire la détermination du rang ou de l'image d'une matrice.

## Exemples
Voici un exemple de matrice échelonnée 
(les {\displaystyle *} désignent des coefficients quelconques, les {\displaystyle \oplus } des pivots, coefficients non nuls) :
{\displaystyle {\begin{pmatrix}\oplus &*&*&*&*&*&*&*&*\\0&0&\oplus &*&*&*&*&*&*\\0&0&0&\oplus &*&*&*&*&*\\0&0&0&0&0&0&\oplus &*&*\\0&0&0&0&0&0&0&0&\oplus \\0&0&0&0&0&0&0&0&0\end{pmatrix}}}
Une matrice échelonnée est dite matrice échelonnée réduite, ou matrice canonique en lignes, si les pivots valent 1 et si les autres coefficients dans les colonnes des pivots sont nuls. La matrice échelonnée réduite associée à l'exemple précédent est :
{\displaystyle {\begin{pmatrix}1&*&0&0&*&*&0&*&0\\0&0&1&0&*&*&0&*&0\\0&0&0&1&*&*&0&*&0\\0&0&0&0&0&0&1&*&0\\0&0&0&0&0&0&0&0&1\\0&0&0&0&0&0&0&0&0\end{pmatrix}}}
Les matrices suivantes sont échelonnées réduites :
{\displaystyle {\begin{pmatrix}0&1&13&0&-19&0&99\\0&0&0&1&12&0&20\\0&0&0&0&0&1&47\\0&0&0&0&0&0&0\\0&0&0&0&0&0&0\\\end{pmatrix}}}; {\displaystyle {\begin{pmatrix}0&1&13&0&-19&99\\0&0&0&1&12&20\\\end{pmatrix}}}

## Réduction d'une matrice à sa forme échelonnée réduite
On rappelle ce que sont les opérations élémentaires sur les lignes d'une matrice :
- permuter deux lignes ;
- multiplier une ligne par une constante non nulle ;
- ajouter à une ligne une autre ligne multipliée par un nombre quelconque.

Toute matrice peut être transformée en une matrice échelonnée réduite au moyen d'opérations élémentaires sur les lignes. De plus, cette matrice est unique.

## Rang
Le rang d'une matrice échelonnée est le nombre de lignes non nulles.
Le rang étant invariable par opérations élémentaires, cela fournit une méthode pour trouver le rang d'une matrice quelconque : la transformer par opérations élémentaires en une forme échelonnée.

## Sous-espaces relatifs à une matrice
Soit A une matrice quelconque, à m lignes et n colonnes, de rang r. Soit C la matrice constituée des r premières lignes de la matrice échelonnée réduite associée (les lignes qui suivent sont nulles). Procédons également à l'échelonnement réduit de la matrice par blocs {\displaystyle (A|I_{m})} où {\displaystyle I_{m}} est la matrice identité à m lignes, et soit la matrice par blocs échelonnée réduite associée, de la forme {\displaystyle \left({\begin{array}{c|c}C&K\\\hline 0&L\end{array}}\right)}. Les matrices C et L permettent de déterminer plusieurs sous-espaces relatifs à la matrice A.
Dans le cas où m = n = r, la matrice K est l'inverse de la matrice A.

### Exemple
Si A est la matrice {\displaystyle {\begin{pmatrix}1&2&2&-3&2&3\\2&4&1&0&-5&-6\\4&8&5&-6&-1&0\\5&10&7&-9&1&3\\-4&-8&-5&6&1&0\end{pmatrix}}}
alors la matrice échelonnée réduite de {\displaystyle (A|I_{m})} est telle que 
{\displaystyle C={\begin{pmatrix}1&2&0&1&-4&-5\\0&0&1&-2&3&4\end{pmatrix}}}
et {\displaystyle L={\begin{pmatrix}1&0&0&-1&-1\\0&1&0&2&3\\0&0&1&0&1\end{pmatrix}}}

### Noyau
Le noyau Ker(A) de la matrice A est défini comme le sous-espace vectoriel de {\displaystyle \mathbb {K} ^{n}} constitué des colonnes X solutions du système linéaire homogène AX = 0. Ce noyau de A est identique à celui de C, et se calcule plus facilement à partir de C. 
Les vecteurs de ce noyau sont en effet les colonnes X ayant des coefficients quelconques aux indices j correspondant à une colonne j de la matrice C n'ayant pas de pivot, les coefficients situés aux indices k correspondant à des pivots étant ajustés pour annuler CX. Notons {\displaystyle (e_{1},\dots ,e_{n})} la base canonique de {\displaystyle K^{n}}, et {\displaystyle (k_{1},k_{2},...,k_{r})} les indices de colonnes où se trouvent les pivots. Alors une base de Ker(A) est donnée par les {\displaystyle e_{j}-\sum _{k_{i}<j}c_{ij}e_{k_{i}}}.
Il en résulte que la dimension de Ker(A) est égale à {\displaystyle n-r}, où r est le nombre de pivots. C'est une version du théorème du rang.
Dans l'exemple précédent, on a : j = 2, 4, 5, 6 (colonnes sans pivot), et k1 = 1, k2 = 3 (colonnes avec pivot). Une base de Ker(A) est donnée par :

{\displaystyle e_{2}-c_{1,2}e_{1}=(-2,1,0,0,0,0)}

{\displaystyle e_{4}-c_{1,4}e_{1}-c_{2,4}e_{3}=(-1,0,2,1,0,0)}

{\displaystyle e_{5}-c_{1,5}e_{1}-c_{2,5}e_{3}=(4,0,-3,0,1,0)}

{\displaystyle e_{6}-c_{1,6}e_{1}-c_{2,6}e_{3}=(5,0,-4,0,0,1)}

### Image
L'image Im(A) de la matrice est le sous-espace vectoriel de {\displaystyle \mathbb {K} ^{m}} constitué des AX, avec X une colonne quelconque de n termes. Cette image est engendrée par les colonnes de A, et une base est formée par les colonnes dont l'indice contient, après réduction, un pivot. Dans l'exemple précédent les colonnes à pivot sont 1 et 3, ainsi une base est  {\displaystyle (1,2,4,5,-4)} et {\displaystyle (2,1,5,7,-5)}. 
L'image Im(A) est aussi identique au noyau de L, dont on trouve une base comme précédemment.
Dans l'exemple précédent, une base de Im(A) obtenue à partir du noyau de L est {\displaystyle (1,-2,0,1,0)} et {\displaystyle (1,-3,-1,0,1)}.

### Conoyau
Le conoyau de A est le sous-espace vectoriel des lignes X telles que XA = 0. Une base de ce conoyau est donnée par les lignes de L.
Dans l'exemple précédent, une base du conoyau de A est {\displaystyle (1,0,0,-1,-1)}, {\displaystyle (0,1,0,2,3)}, {\displaystyle (0,0,1,0,1)}.
Le conoyau est le noyau de la transposée de A. Il a pour dimension m – r, ainsi le rang de la transposée de A est égal à r (tout comme celui de A).

### Coïmage
La coïmage de A est le sous-espace vectoriel engendré par les lignes de A. Une base de la coïmage est donnée par les lignes de C.
Dans l'exemple précédent, une base de la coïmage de A est {\displaystyle (1,2,0,1,-4,-5)} et {\displaystyle (0,0,1,-2,3,4)}.

## Référence
1. 1 2 3 4 5  (en) Robert A. Beezer, « Extended Echelon Form and Four Subspaces », Amer. Math. Monthly, vol. 121, no 7,‎ 2014, p. 644-647.